# Remetea Mare
Remetea Mare is een gemeente in het Roemeense district Timiș en ligt in de regio Banaat in het westen van Roemenië. De gemeente telt 3105 inwoners (2005).

## Geografie
De oppervlakte van Remetea Mare bedraagt 105,41 km², de bevolkingsdichtheid is 29 inwoners per km².
De gemeente bestaat uit de volgende dorpen: Bazoșu Nou, Bucovăț, Ianova, Remetea Mare.

## Demografie
Van de 3510 inwoners in 2002 zijn 3251 Roemenen, 123 Hongaren, 17 Duitsers, 87 Roma's en 32 van andere etnische groepen.
Onderstaande figuur toont het verloop van het inwoneraantal vanaf 1880.

## Politiek
De burgemeester van Remetea Mare is Petre Mihai (PD).

## Geschiedenis
In 1476 werd Remetea Mare officieel erkend.
De historische Hongaarse en Duitse namen zijn respectievelijk Temesremete en Grossremete.
Balinț · Banloc · Bara · Bârna · Beba Veche · Becicherecu Mic · Belinț · Bethausen · Biled · Birda · Bogda · Boldur · Brestovăț · Cărpiniș · Cenad · Cenei · Checea · Chevereșu Mare · Comloșu Mare · Coșteiu · Criciova · Curtea · Darova · Denta · Dudeștii Noi · Dudeștii Vechi · Dumbrava · Dumbrăvița · Fibiș · Fârdea · Foeni · Gavojdia · Ghilad · Ghiroda · Ghizela · Giarmata · Giera · Giroc · Giulvăz · Gottlob · Iecea Mare · Jamu Mare · Jebel · Lenauheim · Liebling · Lovrin · Margina · Mașloc · Mănăștiur · Moravița · Moșnița Nouă · Nădrag · Nițchidorf · Ohaba Lungă · Orțișoara · Parța · Pădureni · Peciu Nou · Periam · Pietroasa · Pișchia · Racovița · Remetea Mare · Sacoșu Turcesc · Saravale · Satchinez · Săcălaz · Secaș · Sânandrei · Sânmihaiu Român · Sânpetru Mare · Șag · Şandra · Știuca · Teremia Mare · Tomești · Tomnatic · Topolovățu Mare · Tormac · Traian Vuia · Uivar · Valcani · Variaș · Victor Vlad Delamarina · Voiteg